# Thilay
Thilay – miejscowość i gmina we Francji, w regionie Grand Est, w departamencie Ardeny.
Według danych na rok 1990 gminę zamieszkiwały 1143 osoby, a gęstość zaludnienia wynosiła 32 osób/km².